# إكسبلوراتوريوم

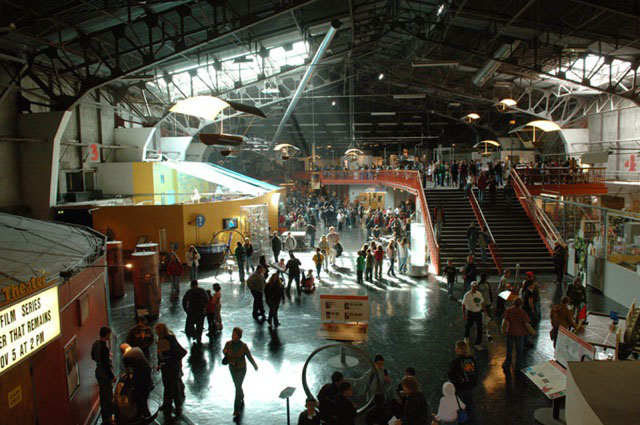
داخل متحف الإكسبلوراتوريوم.

متحف الإكسبلوراتوريوم (بالإنجليزية: Exploratorium) هو متحف أمريكي، تأسس عام 1969 في سان فرانسيسكو، في ولاية كاليفورنيا. يسعى إلى أن يكون المتحف الأول في العالم الصديق للبيئة عبر استخدامه مياه البحار للتبريد وأشعة الشمس لتوليد الطاقة. يبلغ عدد زوار المتحف سنويّا ما يقارب 1,100,000 زائر.

## وصلات خارجية
- متحف أمريكي يولد طاقة تشغيله من مصادر صديقة للبيئة | BBC
- موقع رسمي للمتحف
- دليل لسجلات الإكسبلوراتوريوم في مكتبة بانكروفت